# Have a Cigar
"Have a Cigar" er det tredje nummer på Pink Floyds album Wish You Were Here fra 1975. Nummeret kommer efter "Welcome to the Machine" og åbnede side 2 på den originale LP.
| Musik | Spire Denne musikartikel er en spire som bør udbygges. Du er velkommen til at hjælpe Wikipedia ved at udvide den. |